# Най-добрите години от нашия живот
„Най-добрите години от нашия живот“ (на английски: The Best Years of Our Lives) е американски драматичен игрален филм, излязъл по екраните през 1946 година, режисиран от Уилям Уайлър с участието на Фредрик Марч, Мирна Лой, Дана Андрюс и Тереза Райт в главните роли. Сценарият, написан от Робърт Шерууд, е адаптация по новелата „Слава за мен“ на военния кореспондент Маккинли Кантор.

## Сюжет
Филмът разказва историята на трима мъже – участници във Втората световна война, завърнали се по домовете си в малък американски град след приключване на войната. Те се опитват наново да подредят живота си, но откриват, че нещата са безвъзвратно променени.

## В ролите
| Актьор         | Роля                       |
| -------------- | -------------------------- |
| Фредрик Марч   | ержант Ал Стивънсън        |
| Мирна Лой      | Мили Стивънсън             |
| Дана Андрюс    | капитан Фред Дери          |
| Тереза Райт    | Пеги Стивънсън             |
| Харолд Ръсел   | младши офицер Хоумър Париш |
| Вирджиния Мейо | Мари Дери                  |
| Кати О'Донъл   | Уилма Камерън              |
| Хоги Кармайкъл | чичо Буч                   |
| Гладис Джордж  | Хортенс Дери               |
| Роман Бонен    | Пат Дери                   |
| Рей Колинс     | г-н Милтън                 |
| Мина Гомбъл    | г-жа Париш                 |
| Уолтър Болдуин | г-н Париш                  |
| Стив Кокран    | Клиф                       |
| Дороти Адамс   | г-жа Камерън               |
| Дон Бидоу      | г-н Камерън                |

## Награди и номинации
„Най-добрите години от нашия живот“ е големият победител на 19-ата церемония по връчване на наградите „Оскар“, където е номиниран за отличието в 8 категории, спечелвайки 7 от тях, включително за „най-добър филм“, „най-добър режисьор“ и най-добър изпълнител в главна мъжка роля за Фредрик Марч. Освен възторжените акламации на критиката, филмът донася и голям финансов успех на създателите си. Той се превръща в най-доходоносното произведение до онзи момент, отстъпвайки само на „Отнесени от вихъра“ (1939). През 1989 година филмът е в първата група произведения, избрани като културно наследство за опазване в Националния филмов регистър към Библиотеката на Конгреса на САЩ.